# 김경한 (작가)
김경한(1958년 ~ )은 대한민국의 작가, 소설가이며 정치인

## 주요 작품
- 《불편한 삼국지》
- 《김경한 삼국지》

## 같이 보기
- 삼국지
- 김원중
- 이문열
- 정비석
- 고우영
- 최훈